# ریوسی ناکائو
ریوسی ناکائو (انگلیسی: Ryūsei Nakao; ۵ فوریهٔ ۱۹۵۱ – ) صداپیشگی در ژاپن، بازیگر، خواننده، و بازیگر خردسال اهل ژاپن بود. وی از سال ۱۹۵۴ میلادی تاکنون مشغول فعالیت بوده‌است.